# Kerry Livgren
Kerry Allen Livgren (né le 18 septembre 1949) est un musicien et auteur-compositeur américain, surtout connu comme l'un des membres fondateurs et principaux auteurs-compositeurs du groupe de rock progressif des années 1970, Kansas.

## Biographie
Livgren grandit à Topeka, au Kansas, avec son père, Allen Leroy, un ingénieur industriel, et sa mère, Betty (née McElhiney). Il est attiré par la musique dès son jeune âge, avec des premières influences classiques et jazz. Son odyssée musicale commence avec une guitare électrique qu'il a construite en utilisant une guitare Stella bon marché, un amplificateur Sears et un microphone Astatic de mauvaise qualité. En plus d'apprendre la guitare, Livgren se concentre également sur l'apprentissage de l'écriture de chansons en raison de ses désirs d'expression plus créative et d'originalité. Il fréquente l'Université de Washburn pendant un certain temps.

### Premières années (1960-1973)
Livgren est membre de nombreux groupes à la fin des années 1960 et au début des années 1970 et se forge rapidement une réputation pour ses compositions complexes et ses paroles poétiques qui explorent des thèmes spirituels. Ses recherches sur diverses religions se reflètent dans les paroles de ses chansons sur les six premiers albums de Kansas.
Livgren forme son premier groupe, les Gimlets, avec plusieurs proches amis du lycée, dont John Pribble à la batterie, Scott Kessler à la basse, Tim Strauss à la guitare et Dan Wright aux claviers. Ils se retrouvent chaque soir après l'école et les week-end dans tout le Kansas et le Missouri voisin, où ils jouent leurs compositions originales, un mélange de pop, rock anglais et rock psychédélique. Après avoir obtenu son diplôme de la Topeka West High School en 1967, Livgren continue à se produire avec les Gimlets à l'université avant de rejoindre un groupe de rythm'n'blues majoritairement noir appelé les Mellotones, dans lequel il rencontre le claviériste Don Montre en 1969.
Très amis, Livgren et Montre décident de quitter les Mellotones et de rejoindre le groupe plus viable commercialement The Reasons Why, qui comprend Lynn Meredith (en) et Wright. Bien que ce groupe se porte bien financièrement, Livgren est frustré par son désir d'expression plus créative, et Montre et lui décident de créer leur propre groupe. Ils reforment brièvement les Gimlets avec les anciens membres Scott Kessler et Wright ainsi que plusieurs nouveaux membres. Peu de temps après, ils rebaptisent le groupe Saratoga d'après le nom du crayon que Livgren utilise pour écrire des chansons. Saratoga comprend Meredith, Montre, Wright, Livgren, le batteur Phil Ehart et le bassiste Dave Hope.
En 1970, Livgren et Ehart décident de former un nouveau groupe en combinant les meilleurs membres de Saratoga et le groupe de Phil White Clover (qui comprend le chanteur Steve Walsh, le guitariste Rich Williams, Hope et le futur producteur Jeff Glixman (en)). Alors que Livgren et Ehart discutent de la façon d'appeler le nouveau groupe, Hope se mêle à la conversation et suggèrent qu'ils s'appellent Kansas. Cette version de Kansas (appelée « Kansas I » par les fans) est connue pour ses arrangements musicaux complexes et son originalité, mais cette formation ne dure qu'un an.
En 1971, Ehart et Hope quittent le groupe, et Livgren réorganise le groupe sous le nom de Kansas (ce groupe sera appelé par les fans « Kansas II » et se reformera des décennies plus tard sous le nom de Proto-Kaw (en)). Kansas II continue à interpréter les œuvres originales de Livgren qui fusionnent le rock expérimental avec le psychédélisme et le jazz. Pendant ce temps, Kansas II enregistre une cassette de démonstration qui sera commercialisée trente ans plus tard. Kansas II génère un public fidèle qui aide le groupe à obtenir des réservations de concerts. Cependant, des problèmes financiers tourmentent le groupe, et après qu'un contrat d'enregistrement avec le label de Jefferson Airplane ne se concrétise pas et qu'un vieil autobus scolaire tombe en panne alors que le groupe est en tournée, le groupe se dissous en 1973.
Peu de temps après, Livgren est invité par Ehart à rejoindre le groupe White Clover reformé, qui comprend également le chanteur Walsh, le violoniste Robby Steinhardt, le bassiste Hope, le guitariste Williams et Ehart à la batterie. Avant que Livgren ne rejoigne le groupe, White Clover envoie une démo de cinq chansons qui intéressent Don Kirshner pour son nouveau label. Après avoir signé avec Kirshner, les musiciens se renomment rapidement Kansas, devenant ainsi la troisième formation, et finalement la plus connue, à utiliser ce nom.

### Succès avec Kansas (1974-1983)
Après que ses premiers trois albums en deux ans n'ont pas réussi générer un single à succès, les maisons de disques de Kirshner et de CBS mettent la pression sur le groupe pour écrire un hit. Livgren et le groupe réalisent que c'est leur dernière chance. En raison d'un blocage de Walsh pour l'écriture, Livgren écrit ou co-écrit toutes les chansons du quatrième album du groupe, Leftoverture. Le dernier jour de répétition du nouvel album, Livgren propose au groupe une chanson supplémentaire qu'ils jouent une seule fois avant de se rendre en studio. Le titre Carry On Wayward Son devient ainsi le premier succès de Kansas, atteignant la 11e place
Surfant sur le succès de Leftoverture, Livgren compose Dust in the Wind pour l'album Point of Know Return. Comme Carry On Wayward Son, Dust in the Wind est ajouté à l'album à la dernière minute. Livgren déclare alors que la chanson est uniquement faite pour s'échauffer à la guitare acoustique. En la jouant un jour à la maison alors que sa femme fait la lessive, elle lui dit qu'il doit la mettre sur l'album. Comme à ce moment-là, il restait de la place disponible sur l'album, Kerry présente la chanson aux autres membres du groupe qui acceptent de l'inclure sur le vinyle. Elle deviendra leur single le mieux classé, atteignant la 6e place.

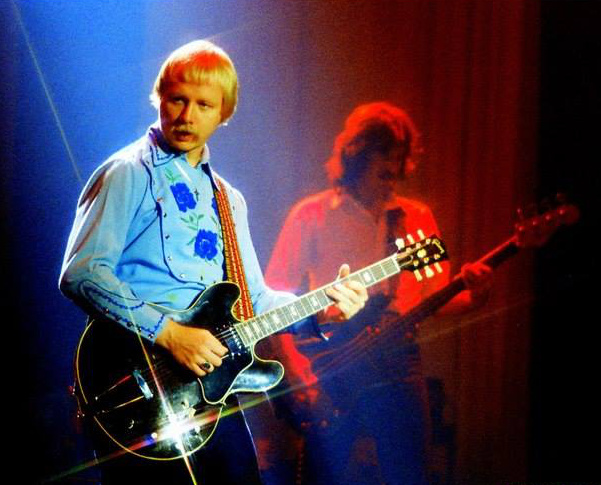
30 novembre 1980, Kerry Livgren à Memphis (Tennessee) lors de la tournée Monolith de Kansas

Au début de 1979, Livgren s'intéresse au Livre d'Urantia, une série d'articles qui prétendent être une révélation écrite par des êtres surnaturels. Son influence peut être ressentie dans les paroles de l'album de 1979 Monolith de Kansas. Livgren rejettera par la suite la doctrine d'Urantia, et lors d'une tournée avec le groupe pour la promotion de Monolith, il se convertit au christianisme. Cela marque le début d'une série de débats à l'arrière du bus de tournée avec Jeff Pollard de Louisiana's Le Roux (en), le groupe de Louisiane en première partie de Kansas. Les discussions entre Livgren et Pollard concernent la question de savoir lequel de la Bible ou du Livre d'Urantia est le récit exact de la vie de Jésus-Christ. À cause de ces débats, Livgren est convaincu que la Bible est le récit authentique du Christ et qu'il s'est trompé en suivant les enseignements du Livre d'Urantia. Après une expérience de conversion dans une chambre d'hôtel privée, il devient chrétien évangélique.
En 1980, Livgren sort son premier album solo, Seeds of Change (album). L'album comprend plusieurs membres de Kansas, ainsi que le chanteur d' Ambrosia, David Pack et le célèbre chanteur de heavy metal, Ronnie James Dio (ex Rainbow et alors membre de Black Sabbath), lequel chante sur les morceaux To Live for the King et Mask of the Great Deceiver.
Livgren enregistre trois autres albums au sein de Kansas. Cependant, la tension est de plus forte entre les membres du groupe en raison des textes des paroles de Livgren de plus en plus portées sur le christianisme. Par conséquent, Steve Walsh quitte le groupe à la fin de l'année 1981, suivi par le violoniste Robbie Steinhardt, juste avant l'enregistrement de l'album Drastic Measures. Ironie du sort, Livgren devient également de plus en plus mécontent de la direction musicale du groupe (au moins en partie en raison de sa nouvelle foi), et il quittera le groupe lui-même peu de temps après la sortie de Drastic Measures.
Livgren continue à apparaître occasionnellement lors de diverses tournées de Kansas dans les années 1990 et contribue à de nouvelles chansons sur le coffret The Kansas Boxed Set (en) en 1994 (Wheels) et sur l'album Freaks of Nature en 1995 (Cold Grey Morning).

### J.-C. (1983-1988)
En 1983, après son départ de Kansas, Livgren enregistre son deuxième album autoproduit chez CBS, Time Live (en) avec Hope, Warren Ham (en), Michael Gleason (en) et le batteur Dennis Holt. À la fin des sessions d'enregistrement, les musiciens de session se gélifient, et Livgren décide de nommer le groupe AD (en), initiales de Anno Domini en latin et qui signifie « après Jésus-Christ » (par opposition à BC, « before Christ » chez les anglophones qui signifie « avant Jésus-Christ »).
En raison des enchevêtrements juridiques causés par ses obligations contractuelles avec Kansas, Livgren n'est pas en mesure de commercialiser AD sur le marché séculier traditionnel. Après avoir négocié avec le label, il reçoit une dispense pour se produire avec AD sur le marché du rock chrétien. Malheureusement, cela devient rapidement un obstacle à la viabilité commerciale du groupe. AD donne de nombreuses tournées entre 1983 et 1986, jouant parfois dans des bars et des clubs un soir, puis dans des églises le lendemain. Livgren déclare à plusieurs reprises qu'il a connu certains des points les plus hauts et les plus bas de sa carrière pendant son séjour chez AD. Livgren mentionne dans son livre Seeds of Change: The Spiritual Quest of Kerry Livgren que les moments où il joue en concert avec AD sont ses meilleurs en tant que guitariste.
AD publié Art of the State en 1985. En raison de difficultés financières, le groupe disparait en 1986 après la sortie de l'album Reconstructions, bien qu'aucune rupture officielle ne soit annoncée. En 1988, Livgren publie une collection de chansons AD inédites intitulée Prime Mover. Livgren joue de tous les instruments et toutes les voix sont tenues par Ham.
En 1997, Livgren redécouvre les enregistrements de deux performances du groupe AD de 1984 et 1985 qui avaient été enregistrées par l'ingénieur du son. Bien que non conçus pour être commercialisés, Livgren les remastérise et les publie comme un « merci » aux fans sur un CD-R appelé AD Live. Les performances comprennent des fausses notes et des problèmes techniques laissés intacts et se veulent une publication d'archives.

### Années solo (1989-2000)
En 1989, Livgren sort son premier album entièrement instrumental, One of Plusieurs Possible Musiks. Il y joue de tous les instruments combinant les styles orchestral, jazz et rock. Cet effort lui vaut son premier Dove Award pour l'album instrumental de l'année.
Livgren sort ensuite une rétrospective en double CD célébrant les dix ans de son premier enregistrement solo intitulé Decade. Elle comprend les deux premiers albums de Livgren, Seeds of Change et Time-Line, dans leur intégralité ainsi que des titres d'autres albums et des chansons inédites. Les amateurs de musique de Livgren gardent une haute estime de cet album, ce qui le rend très difficile à trouver.
En 1994, après être retourné à Topeka dans le Kansas, Livgren crée la société de production GrandyZine (vraisemblablement un jeu de mots de l'expression « grand design ») et Numavox Records. Il transforme une grange de sa ferme en un studio d'enregistrement et de production à la fine pointe de la technologie.
En 1995, Livgren publie un nouvel album solo, When Things Get Electric, sur son nouveau label. En 1996, il sort sa première bande originale pour le quatrième long métrage d'animation par ordinateur de la série Mind's Eye (en) de Sony intitulé Odyssey into the Mind's Eye. En 1998, Livgren réenregistrée principalement l'album Prime Mover et a ajoute cinq nouvelles chansons et une nouvelle version de Fair Exchange de l'album Vinyl Confessions de Kansas lors de la réédition, Prime Mover II. Il retravaille et réédité l'album à nouveau en 2008 sous le nom de Prime Mover (Redux)).
En 2000, Livgren sort Collector's Sedition, mettant en vedette plusieurs chanteurs dont son neveu, Jake Livgren. À cette époque, Livgren écrit de nouvelles chansons de manière prolifique et réalise que certaines d'entre elles « sonnent comme du Kansas ». Il téléphone à Phil Ehart et lui offre l'occasion d'entendre les chansons. Cela conduit à un album de retrouvailles avec Kansas intitulé Somewhere to Elsewhere, qui inclut la formation alors en tournée de Kansas avec Livgren et Dave Hope, le bassiste original, bien que Billy Greer, le bassiste actuel du groupe, apparaisse aussi sur l'album. Ce dernier est enregistré au Grandyzine Studio de Livgren dans sa grange reconvertie où il joue sur l'album en tant que guitariste et claviériste principal et produit l'album. C'est la première fois que Livgren écrit toutes les chansons d'un album de Kansas. Bien que l'album reçoit des critiques très favorables, les ventes ne sont pas comparables aux succès accumulés par Kansas au cours des décennies précédentes.
Peu de temps après la sortie de Somewhere to Elsewhere, Livgren commence à travailler sur The Best of Kerry Livgren. À la fois rétrospectif et tourné vers l'avenir, il contient des titres de tous ses albums solo et quelques morceaux de son groupe AD. L'album comprend également deux nouvelles chansons et de nouveaux enregistrements de quatre chansons plus anciennes. Chacune de ces nouvelles versions incorpore les chanteurs originaux dont Ham, Gleason et Dio.

### Proto-Kaw (depuis 2003)
En 2003, Cuneiform Records publie une collection de matériel enregistré par Kansas II, la première formation qui comprenait Livgren, Meredith, Wright, Montre, John Bolton, Rod Mikinski et Brad Schulz, sous le nom Proto-Kaw (en). Le groupe se reforme sous ce nom et sort Before Became After (en) en 2004 chez Inside Out Records.
Proto-Kaw sort son deuxième album, The Wait of Glory (en), le 31 janvier 2006, également chez Inside Out Records. Contrairement à Before Became After, ce travail est composé de matériel entièrement nouveau écrit par Livgren ainsi que d'un DVD live du concert de Proto-Kaw au NEARfest 2005.
Le 20 mai 2007, Proto-Kaw annoncé que les membres du groupe sont de retour en studio pour travailler sur un nouvel album comprenant du nouveau matériel et retravaillent des chansons plus anciennes des œuvres solo de Livgren. La date de sortie de l'album sans titre n'est pas annoncée.
En décembre 2008, Livgren annonce que Proto-Kaw s'est dissous en raison des autres engagements des membres du groupe. Le CD sur lequel ils travaillent alors, quand et s'il sortira, serait un album solo de Livgren sans date de sortie précise.
Fin 2010, Livgren annonce que les membres de Proto-Kaw ont décidé de retravailler le CD partiellement terminé du groupe. Bien qu'il soit incapable de jouer de la guitare ou du clavier en raison d'un accident vasculaire cérébral, Livgren travaille avec diligence avec d'autres membres du groupe pour terminer l'enregistrement du CD et réalise tout le travail de mixage et de post-production dans son studio à domicile. Le 6 août 2011, le groupe organise une soirée de sortie de CD à Kansas City pour leur quatrième CD, intitulé Forth.

### Autres projets
Livgren reprend le travail sur l'une de ses œuvres les plus ambitieuses à ce jour, intitulée Cantata: The Resurrection of Lazarus. C'est une composition épique, orchestrale et vocale basée sur l'histoire biblique racontée dans Jean, chapitre 11, et est toujours en production. Elle est en développement depuis plus de vingt ans et incorpore une grande quantité de musiciens. De nombreux chanteurs talentueux sont envisagés pour les rôles.
Livgren enseigne également le dimanche à une classe d'adultes à l'église biblique de Topeka [Pas dans la source] et publie une étude théologique sur son site Web.
Bien que Livgren soit connu pour sa musique, il ne tarde pas à souligner que ce n'est qu'une de ses nombreuses activités. Sur son site Internet, il cite sa biographie: « Je suis père de famille, j'ai un rôle dans mon église, je dirige une maison de disques, un studio, une société de production, une ferme, et j'ai plus de passe-temps et d'intérêts qu'il y a des heures dans la journée. »

## Influence et reconnaissance
En tant que principal auteur-compositeur, guitariste principal et claviériste de Kansas, après avoir écrit des succès tels que Carry On Wayward Son et Dust in the Wind, Livgren propulse le groupe vers un succès mondial et une acclamation critique, avec de nombreux albums d'or et multi-platine et plus de quatorze millions d'enregistrements vendus à ce jour. Selon la Kansas State Historical Society, Kansas a produit huit albums d'or, un album de platine, deux albums quadruple-platine, un album live de platine et un single Dust in the Wind, d'or à un million de ventes.
La chanson Carry On Wayward Son est reprise par des groupes tels que Dream Theater, Rachel Rachel (en), Critical Mass (en), Shryne, Yngwie J. Malmsteen, Stryper et les superstars country The Oak Ridge Boys (en) ainsi que des apparitions continues sur des bandes sonores d'albums tels que les films Heroes et Anchorman. Elle est également présente dans les jeux vidéo Guitar Hero II, Rock Band 2 et Guitar Hero Smash Hits. La pièce a également été utilisée en bonne place dans la série télévisée Supernatural.
Le hit Dust in the Wind est repris par Sarah Brightman, Gabriel & Dresden (en), les artistes chrétiens Billy Smiley (en) et Acappella (en), par les sportifs des Yankees de New York, et par le guitariste de jazz en herbe Bernie Williams sur son premier album de 2004 The Journey Within (en). Il est également référencé dans l'excellente aventure de Bill et Ted. La chanson est présentée dans une publicité Subaru en 2006 et dans le film Old School. Elle a également été mise en évidence dans plusieurs épisodes de la série télévisée Highlander: The Series. Elle peut aussi être entendue à la fin d'une publicité Honda de 2010 jouée par une fanfare. Un peu ironiquement, Dust in the Wind est également repris en 2006 par John Elefante (en), le chanteur de Kansas après le départ de Steve Walsh, interprète de la version originale de 1977. Le single est certifié or en téléchargement numérique par la RIAA en 2005, près de trente ans après avoir été vendu à un million d'exemplaires.
La musique de Livgren est utilisée avec son autorisation dans le logiciel Theophilos Bible Software. La musique d'introduction est un extrait de And I Saw, As It Were… Konelrad de l'album One of Plusieurs Possible Musiks. D'autres parties du logiciel utilisent les chansons suivantes ou des extraits de chansons : All Creation Sings de Art Of The State ; Beyond The Pale de Time Line (en) ; Highway to the Heart et No Standing de Reconstructions ; I'll Follow You de Prime Mover ; Just One Way de Seeds of Change ; Racing Away de When Things Get Electric ; et Smoke Is Rising, Two Thousand Down et When Things Get Electric de When Things Get Electric.
Kerry Livgren est répertorié comme « Kansasais célèbre » par la Kansas State Historical Society. Le disque de platine qui lui est décerné pour l'album de Kansas Monolith est conservé au Kansas Museum of History (en). Livgren est également honoré par l'Assemblée législative de l'état du Kansas avec un éloge le 28 avril 2006.

## Apparitions en tant qu'invité
Le jeu de clavier et de guitare de Livgren peut être entendu sur les albums du groupe 2nd Chapter of Acts (en), Rejoice (en) (1981), Singer Sower (en) (1983) et Night Light (en) (1985). Il joue également sur l'album de Robin Crow Electric Cinema (1992) et contribue à un solo de guitare sur Long Story, une chanson de l'album Testimony (en) (2003) de Neal Morse. De plus, Livgren interprète un solo de guitare sur la chanson Rockstar Now de l'album, Loserville (2007) de Crunchy.
Sur son site Web, Livgren rapporte en juillet 2009 qu'il a récemment contribué au nouvel album de l'ancien chanteur de Kansas, John Elefante. Selon le site Web d'Elefante, Revolution of Mind de John Elefante et Mastedon (en) sortira bientôt.

## Livre
En 1983, Livgren publie son autobiographie, Seeds of Change: The Spiritual Quest of Kerry Livgren, co-écrite avec Kenneth Boa. Une édition révisée et augmentée est publiée en 1991 qui met à jour le livre pour couvrir la période de Livgren au sein d'AD.

## Problème de santé
Le 1er septembre 2009, Livgren est victime d'un accident vasculaire cérébral en début de journée. Son état est signalé comme « grave, mais stable ». Le 4 septembre, les membres de la famille qualifient son état de positif et déclarent que ses progrès en matière de rétablissement sont encourageants. Livgren subit une intervention chirurgicale et reçoit deux stents dans ses artères carotides. La zone de son cerveau, dans laquelle le caillot provoquant un AVC s'est formé, concerne le langage et d'autres compétences importantes. La famille de Livgren déclare que son visage n'a pas le « relâchement » que l'on trouve souvent chez les victimes d'AVC : Kerry reconnait les membres de sa famille et leur serre les mains en signe de reconnaissance. La famille mentionne alors le site Web du groupe Kansas comme la seule source autorisée à donner des informations sur le rétablissement de Livgren. Ce dernier est depuis rétabli partiellement et a repris le travail sur ses différents projets musicaux.
Kerry Livgren fait sa première apparition après son AVC avec Kansas le 28 janvier 2011, alors qu'il dirige l'orchestre symphonique de l'Université d'État du Kansas sur Dust in the Wind lors d'un concert spécial célébrant le 150e anniversaire de l'état du Kansas. Livgren est longuement ovationné par le public debout.

## Discographie

### Kansas
| - 1974 : Kansas - 1975 : Song for America - 1975 : Masque - 1976 : Leftoverture - 1977 : Point of Know Return - 1979 : Monolith - 1980 : Audio-Visions - 1982 : Vinyl Confessions - 1983 : Drastic Measures - 2000 : Somewhere to Elsewhere | - 1978 : Two for the Show (en) - 1992 : Live at the Whisky (en) (invité) - 2009 : There's Know Place Like Home (en) (invité) Compilations - 1984 : The Best of Kansas (en) - 1992 : Carry On (en) - 1994 : The Kansas Boxed Set (en) - 1999 : The Best of Kansas (en) (version étendue) - 2002 : The Ultimate Kansas (en) - 2004 : Sail On: The 30th Anniversary Collection (en) (2CD/1DVD) - 2005 : On the Other Side (en) réédition de Carry On |

### Solo, AD, Proto-Kaw
- 1980 : Seeds of Change
- 1984 : Time Line (en) (Kerry Livgren/AD)
- 1985 : Art of the State (en) (AD)
- 1986 : Reconstructions (en) (AD)
- 1988 : Prime Mover (en) (Kerry Livgren/AD)
- 1989 : One of Several Possible Musiks (en)
- 1995 : When Things Get Electric (Kerry Livgren and Corps de Pneuma) (remasterisé en 2005)
- 1997 : Odyssey into the Mind's Eye soundtrack (remasterisé dn 2005)
- 2000 : Collector's Sedition (critique[12])
- 2002 : Early Recordings from Kansas 1971–1973 (en)(Proto-Kaw)
- 2004 : Before Became After (en) (Proto-Kaw)
- 2006 : The Wait of Glory (en) (Proto-Kaw)
- 2011 : Forth (Proto-Kaw)
- 2021 : The Resurrection Of Lazarus: A Cantata (Numavox Records)
- 2022 : Q.A.R. (Numavox Records)

#### Live et compilations
- 1998 : AD Live (AD) (Review[13])
- 1988 : Compact Favorites (AD)
- 1992 : Decade
- 2002 : Best of Kerry Livgren

#### Rééditions
- 1997 : Reconstructions Reconstructed, réédition de Reconstructions, en partie réenregistré (remasterisé, repackagé en 2006)
- 1998 : Prime Mover II, réédition de Prime Mover, en partie réenregistrée avec des titres additionnels (Revue[14])
- 2007 : Collector's Sedition (Director's Cut), réédition de Collector's Sedition, en partie réenregistré, remixé et remastérisé
- 2007 : Decade Vol. II, réédition de Time Line (auparavant réédité sur on Decade CD 2), deux titres remixés
- 2008 : Prime Mover (Redux), réédition de Prime Mover II, plus tard réenregistré
- 2009 : Decade Vol. I, réédition de Seeds of Change (auparavant réédité sur Decade disc 1), en partie réenregistré
- 2014 : Before Became After, en partie réenregistré, remixé et remastérisé
- 2015 : The Wait of Glory, en partie réenregistré, remixé et remastérisé
- 2016 : Forth, en partie réenregistré, remixé et remastérisé
- 2017 : Several More Musiks,  réédition de One of Several Possible Musiks,  en partie réenregistré, remixé et remastérisé, avec des titres additionnels

## Biographie
- 1980 : Seeds of Change: The Spiritual Quest of Kerry Livgren, avec Kenneth Boa ; révisé et édtition étendue sortie en 1991. (ISBN 0917143035)

## Voir également
- Kansas
- AD (en)
- Proto-Kaw (en)